# Metrosideros collina

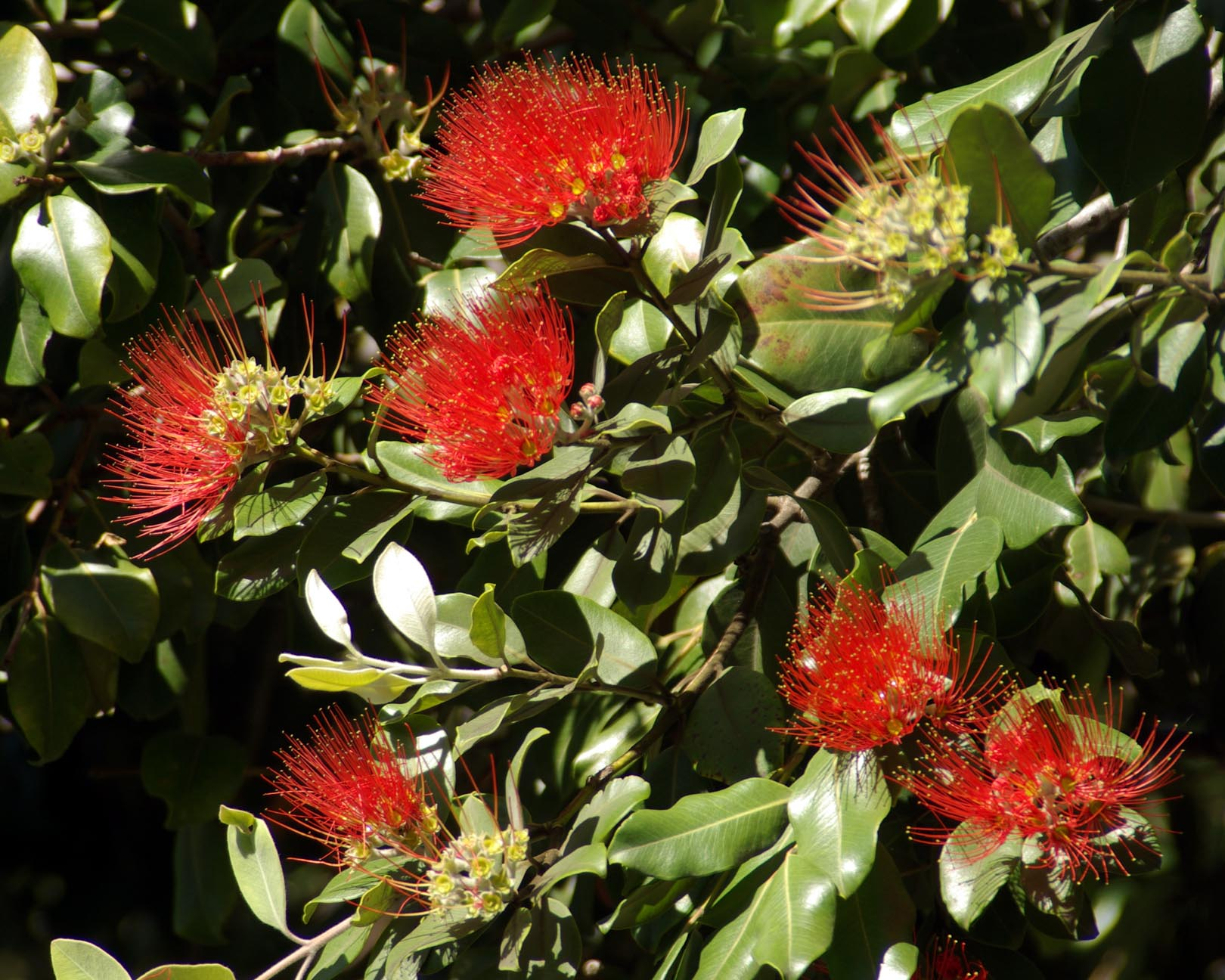
M. Collina var villosa ở Royal Tasmanian Botanical Gardens, Hobart

Metrosideros collina (tên tiếng Anh: vunga) là một loài thực vật có hoa thuộc họ Myrtaceae. Đây là loài bản địa của quần đảo Marquesas, quần đảo Society, Fiji và Vanuatu.
Có hai chủng loài:
- Metrosideros collina var. collina
- Metrosideros collina var. villosa